# Associazione Calcio Carpi 1997-1998
Questa pagina raccoglie le informazioni riguardanti l'Associazione Calcio Carpi nelle competizioni ufficiali della stagione 1997-1998.

## Stagione
Nella stagione 1997-1998 il Carpi disputa il girone A del campionato di Serie C1, piazzandosi in nona posizione di classifica con 39 punti. Il torneo è stato vinto dal Cesena con 67 punti che è stato direttamente promosso in Serie B, la seconda promossa è stata la Cremonese che ha vinto i playoff, superando il Livorno nella finale. Nel Carpi smaltita la delusione del 15 giugno scorso con la finale playoff di Ferrara e la Serie B sfumata, il presidente Alfredo Saltini disinveste vendendo i migliori, ed ecco allora Enrico Sala, il roccioso difensore biancorosso, che si inventa rigorista e miglior realizzatore, con 8 centri in questa stagione. Ciò detto, perché gli attaccanti segnano con il contagocce. Alcuni giovani del vivaio si sono messi in mostra, Simone Mazzocchi e David Vernacchia, figlio di Raffaello gloria del Modena. Al timone arriva Walter De Vecchi, ma in campionato al Cabassi il Carpi alla terza becca un (1-5) dal Livorno, alla settima perde il derby con il Modena (0-2), dopo Natale cede anche alla Pistoiese (0-1) e si ritrova penultimo. Dal mercato si pesca dal Genoa il gaucho argentino Adrian Ricchiuti, con lui in campo arrivano 25 dei 39 punti carpigiani, che assicurano la salvezza diretta. Nella Coppa Italia nazionale il Carpi esce nel primo turno per mano del Venezia. Nella Coppa Italia di Serie C il Carpi supera nei sedicesimi di finale il Cittadella, negli ottavi di finale viene eliminato dal Cesena.

## Rosa
| N. |                   | Ruolo | Calciatore         |
| -- | ----------------- | ----- | ------------------ |
|    | Italia (bandiera) | C     | Mario Alfieri      |
|    | Italia (bandiera) | A     | Antonio Bernardi   |
|    | Italia (bandiera) | C     | Renzo Birarda      |
|    | Italia (bandiera) | A     | Andrea Conti       |
|    | Italia (bandiera) | A     | Roberto Corradi    |
|    | Italia (bandiera) | D     | Andrea Cupi        |
|    | Italia (bandiera) | P     | Gianpaolo Di Magno |
|    | Italia (bandiera) | D     | Luigi Di Simone    |
|    | Italia (bandiera) | D     | Luca Dosi          |
|    | Italia (bandiera) | A     | Nunzio Falco       |
|    | Italia (bandiera) | C     | Luca Landonio      |
|    | Italia (bandiera) | D     | Stefano Lorenzi    |
|    | Italia (bandiera) | A     | Fabio Lorieri      |

| N. |                      | Ruolo | Calciatore         |
| -- | -------------------- | ----- | ------------------ |
|    | Italia (bandiera)    | D     | Emiliano Maddè     |
|    | Italia (bandiera)    | C     | Simone Mazzocchi   |
|    | Italia (bandiera)    | C     | Davide Orlandini   |
|    | Italia (bandiera)    | A     | Raffaele Paolino   |
|    | Italia (bandiera)    | D     | Teodoro Piccinno   |
|    | Italia (bandiera)    | P     | Paolo Pizzoferrato |
|    | Italia (bandiera)    | C     | Ivo Pulga          |
|    | Argentina (bandiera) | C     | Adrián Ricchiuti   |
|    | Italia (bandiera)    | D     | Enrico Sala        |
|    | Italia (bandiera)    | C     | Michele Scapicchi  |
|    | Italia (bandiera)    | C     | Massimo Tramontano |
|    | Italia (bandiera)    | D     | Alessandro Turrone |
|    | Italia (bandiera)    | A     | David Vernacchia   |

## Risultati

### Campionato

#### Girone di andata
| Arbitro: | Alvino (Salerno) |

|                          |           |              |
| Paolino 64’ Bernardi 78’ | Marcatori | 23’ Romualdi |

| Arbitro: | Bianco (Mestre) |

|                            |           |                                    |
| Cupi 7’ (aut.) Orocini 30’ | Marcatori | 35’ (rig.) En. Sala 44’ Vernacchia |

| Arbitro: | Biasutto (Vicenza) |

|                     |           |                                                                |
| En. Sala 47’ (rig.) | Marcatori | 6’ (rig.) Vincioni 13’, 90’ Cordone 18’ Scichilone 56’ Bonaldi |

| Arbitro: | Bertini (Arezzo) |

|                          |           |  |
| Godeas 43’ Mirabelli 70’ | Marcatori |  |

| Arbitro: | Verrucci (Fermo) |

|                     |           |           |
| En. Sala 77’ (rig.) | Marcatori | 11’ Taldo |

| Como 5 ottobre 1997 6ª giornata | Como           | 0 – 0 | Carpi | Stadio Giuseppe Sinigaglia\| Arbitro: \| Pieri (Genova) \| |
| Arbitro:                        | Pieri (Genova) |       |       |                                                            |

| Arbitro: | Strocchia (Nola) |

|  |           |                              |
|  | Marcatori | 35’ (rig.) Grabbi 78’ Solari |

| Arbitro: | Sofritti (Ferrara) |

|                          |           |                     |
| Agostini 64’, 72’ (rig.) | Marcatori | 44’ (rig.) En. Sala |

| Carpi 26 ottobre 1997 9ª giornata | Carpi                     | 0 – 0 | Fiorenzuola | Stadio Sandro Cabassi\| Arbitro: \| Sciamanna (Ascoli Piceno) \| |
| Arbitro:                          | Sciamanna (Ascoli Piceno) |       |             |                                                                  |

| Prato 9 novembre 1997 10ª giornata | Prato                   | 0 – 0 | Carpi | Stadio Lungobisenzio\| Arbitro: \| Campofiorito (Chiavari) \| |
| Arbitro:                           | Campofiorito (Chiavari) |       |       |                                                               |

| Carpi 16 novembre 1997 11ª giornata | Carpi               | 0 – 0 | Saronno | Stadio Sandro Cabassi\| Arbitro: \| Battaglia (Messina) \| |
| Arbitro:                            | Battaglia (Messina) |       |         |                                                            |

| Arbitro: | Silvestrini (Macerata) |

|             |           |                     |
| Benfari 65’ | Marcatori | 70’ (rig.) En. Sala |

| Arbitro: | D'Agostini (Frosinone) |

|              |           |                       |
| Bernardi 68’ | Marcatori | 53’ (rig.) Puccinelli |

| Arbitro: | Manari (Teramo) |

|  |           |                        |
|  | Marcatori | 7’ Lorenzi 47’ Lorieri |

| Arbitro: | Lambertini (Bologna) |

|                     |           |  |
| S. Inzaghi 58’, 79’ | Marcatori |  |

| Arbitro: | N. Ayroldi (Molfetta) |

|  |           |               |
|  | Marcatori | 13’ Mazzucato |

| Arbitro: | Cecotti (Udine) |

|                      |           |                                |
| Cimarelli 70’ (rig.) | Marcatori | 73’ Landonio 76’ (aut.) Rosati |

#### Girone di ritorno
| Arbitro: | Pivi (Legnago) |

|                                |           |                                |
| Madonna 7’ G. Ferrari 47’, 92’ | Marcatori | 47’ Lorieri 69’ (rig.) Alfieri |

| Arbitro: | Cicoianni (Ascoli Piceno) |

|            |           |             |
| Birarda 9’ | Marcatori | 92’ Orocini |

| Arbitro: | Alvino (Salerno) |

|             |           |  |
| Nardini 93’ | Marcatori |  |

| Arbitro: | N. Ayroldi (Molfetta) |

|               |           |  |
| Ricchiuti 51’ | Marcatori |  |

| Arbitro: | Cirone (Palermo) |

|                  |           |  |
| Brocchi 43’, 80’ | Marcatori |  |

| Arbitro: | Benedetto (Messina) |

|                                 |           |            |
| Bernardi 7’ En. Sala 87’ (rig.) | Marcatori | 34’ Brizzi |

| Arbitro: | Pascariello (Lecce) |

|                              |           |  |
| Caputi 49’ Grabbi 92’ (rig.) | Marcatori |  |

| Arbitro: | Zaltron (Bassano del Grappa) |

|              |           |              |
| Bernardi 31’ | Marcatori | 62’ Agostini |

| Arbitro: | Palmieri (Cosenza) |

|                                   |           |             |
| Lunardon 43’ Mazzoleni 52’ (rig.) | Marcatori | 88’ Birarda |

| Arbitro: | Alario (Civitavecchia) |

|             |           |  |
| Turrone 73’ | Marcatori |  |

| Arbitro: | Tomasi (Conegliano) |

|  |           |          |
|  | Marcatori | 9’ Falco |

| Arbitro: | Ciulli (Roma) |

|                             |           |  |
| R. Corradi 40’ En. Sala 85’ | Marcatori |  |

| Arbitro: | Semeraro (Taranto) |

|                                        |           |  |
| Ghizzani 2’ D'Ainzara 57’ Fioretti 71’ | Marcatori |  |

| Arbitro: | Bernabini (Roma) |

|                                      |           |                    |
| En. Sala 44’ (rig.) Falco 94’ (rig.) | Marcatori | 86’ (rig.) Saudati |

| Arbitro: | Lampertico (Milano) |

|              |           |                  |
| Mazzocchi 3’ | Marcatori | 33’ De Silvestro |

| Arbitro: | Cassarà (Palermo) |

|                                                       |           |             |
| Mazzucato 43’ (rig.), 49’ (rig.), 51’ Castiglione 82’ | Marcatori | 29’ Alfieri |

| Carpi 17 maggio 1998 34ª giornata | Carpi          | 0 – 0 | Montevarchi | Stadio Sandro Cabassi\| Arbitro: \| Ferone (Terni) \| |
| Arbitro:                          | Ferone (Terni) |       |             |                                                       |

## Coppa Italia
| Arbitro: | Strazzera (Trapani) |

|  |           |             |
|  | Marcatori | 61’ Polesel |

| Venezia 23 agosto 1997 1º turno - Ritorno | Venezia                    | 0 – 0 | Carpi | Stadio Pierluigi Penzo\| Arbitro: \| Cardella (Torre del Greco) \| |
| Arbitro:                                  | Cardella (Torre del Greco) |       |       |                                                                    |

### Coppa Italia Serie C
| Arbitro: | Pozzi (Como) |

|  |           |            |
|  | Marcatori | 7’ Lorieri |

| Arbitro: | Cuttica (Alessandria) |

|                |           |            |
| Vernacchia 95’ | Marcatori | 23’ Bressi |

| Arbitro: | Ferlito (Prato) |

|  |           |               |
|  | Marcatori | 60’ Chiaretti |

| Arbitro: | Maselli (Lucca) |

|                            |           |  |
| Comandini 61’ Salvetti 85’ | Marcatori |  |